# Saint-Vincent-de-Barrès
Saint-Vincent-de-Barrès település Franciaországban, Ardèche megyében. Lakosainak száma 827 fő (2022. január 1.). Saint-Vincent-de-Barrès Cruas, Meysse, Saint-Bauzile, Saint-Lager-Bressac és Saint-Martin-sur-Lavezon községekkel határos.

## Népesség
A település népessége az elmúlt években az alábbi módon változott:
| Lakosok száma | 360  | 330  | 524  | 749  | 823  | 827  | 837  | 837  | 833  | 827  |
|               | 1968 | 1982 | 1990 | 2006 | 2013 | 2015 | 2017 | 2019 | 2020 | 2022 |